# 李延昌等題名
李延昌等題名位於重慶市綦江縣趕水鎮玉豐村趕水河邊（舊屬貴州省桐梓縣），文物遺址年代為宋，1987年1月23日列為重慶市第二批市級文物保護單位初定名單。1992年3月19日列為重慶市第二批市級文物保護單位。2009年12月15日列為第二批重慶市文物保護單位。

## 简介
題刻位於趕水鎮玉豐村西一公里余家嘴地綦江河邊一高8米、寬11米的獨石上。坐南面北正對河水。題刻面寬3.4米、高4.7米。文字從右至左豎列，縱橫各10行，楷書，陰刻，行筆蒼勁，文字至今清晰可識
據《遵義府志》所載「李延昌等題名」： 「少城許自得深之政暇，邀樊南李延昌紹隆、東里馮懷遜順夫、左綿張詢彥周、眉山蒲𤩰質夫，昭德晁公退子愈、烏延王塤伯和、潼川李定民、唐鄉鄭圃、宋廷嗣永叔、夷門吳椿大年、濟南崔旭光遠，西河李佺全道，以紹興十七年七月十有四日泛舟同游。紹隆題。」